# Староднепровское
Староднепровское (укр. Стародніпровське) — село,
Письмечевский сельский совет,
Солонянский район,
Днепропетровская область,
Украина.
Код КОАТУУ — 1225085505. Население по переписи 2001 года составляло 97 человек .

## Географическое положение
Село Староднепровское находится на берегу реки Камышеватая Сура,
выше по течению на расстоянии в 1 км расположено село Безбородьково,
ниже по течению на расстоянии в 2 км расположено село Новогригоровка.